# Château de Rheineck
Le château de Rheineck (littéralement : Coin du Rhin) est une citadelle surplombant le Rhin sur une colline près de la ville de Bad Breisig dans l’arrondissement de Ahrweiler en Rhénanie-Palatinat, Allemagne. Ce château constituait jadis le centre du burgraviat de Rheineck. L’origine du château remonte au XIIe siècle.

## Géographie

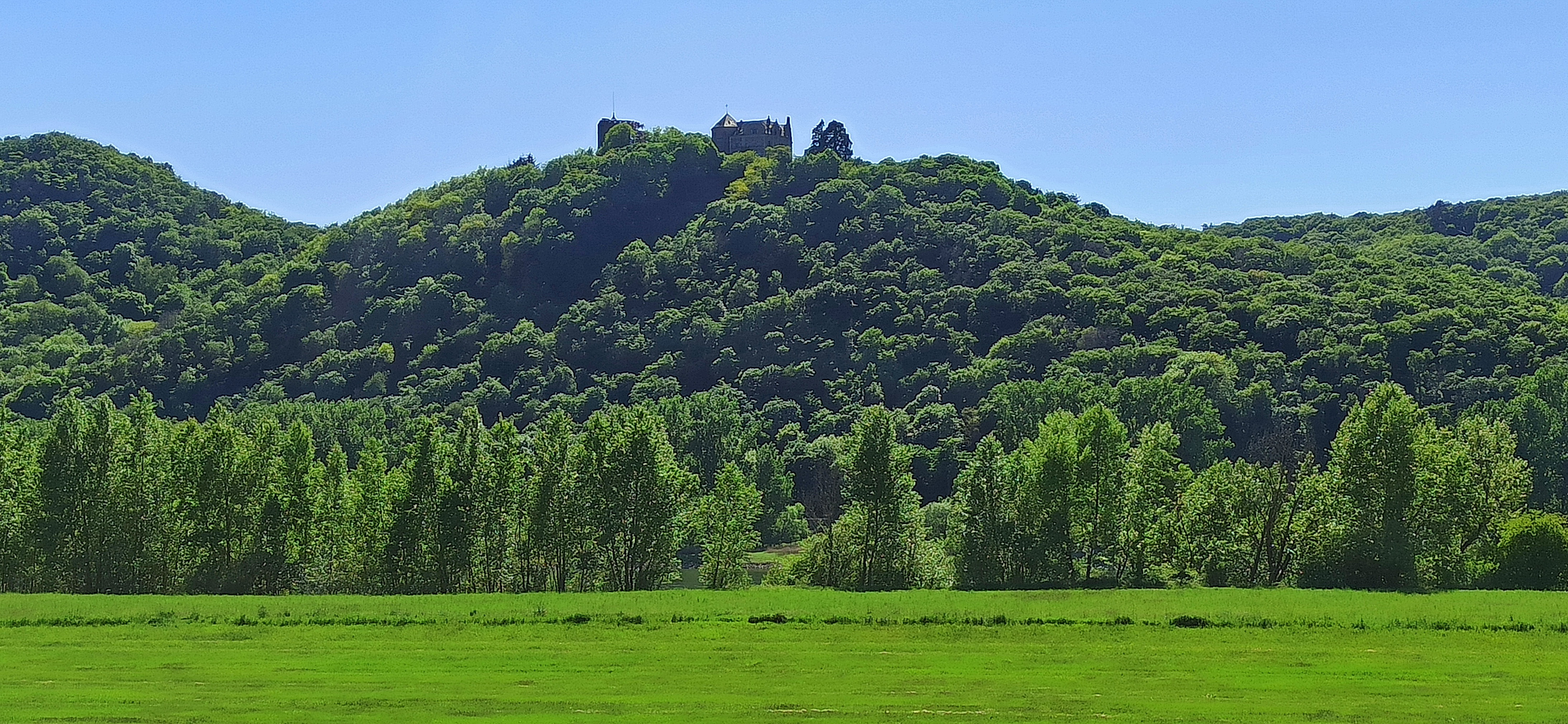
Le château de Rheineck en 2020, vu de l'autre coté du Rhin

Le château se trouve sur la rive gauche du Rhin en région vallée du Rhin moyen allemand, à proximité du ruisseau « Vinxtbach », qui, à l’époque romaine, délimita la province romaine de Germanie inférieure avec celle de Germanie supérieure, puis le territoire du francique ripuaire avec celui du francique mosellane. Au Moyen Âge, il forma la frontière entre l’électorat de Cologne et l’électorat de Trèves.
Des vestiges romains, trouvés sur la colline du château laissent penser que les bâtisses ont été précédées par des constructions romaines, d’autant plus que sur la rive opposée du Rhin, à Rheinbrohl, débuta le limes de Germanie supérieure. 

## Histoire
Les comtes palatins érigent le château de Rheineck au début du XIIe siècle.
Dès 1126, Otto Ier de Salm se faisait appeler « Comes de Rinegke » (comte de Rheineck). Celui-ci avait épousé Gertrude, la veuve du comte palatin Siegfried 1er, après que ce dernier, en 1113, trouva la mort lors d’un combat à Quedlinbourg. Siegfried avait déjà construit le château fort de Cochem sur la Moselle. Gertrude était la sœur de Richenza de Northeim, héritière du comté de Bentheim et épouse du futur empereur Lothaire III.
Il est incertain si la construction du château de Rheineck fut commencée par Siegfried en 1112 (après qu'il renonça au château de Laach) ou par Otto en 1121 (après qui celui-ci perdit son château de Treis). 
Après la mort en 1140 du comte palatin Wilhelm, fils de Siegfried 1er, le roi Conrad III récupéra les anciens fiefs palatins du Rhin, mais tomba sur la résistance de ceux de Salm et de Rheineck, qui voulaient faire valoir leurs prétentions sur l’héritage de Wilhelm. Il s'ensuivit une confrontation entre Otto Ier de Salm et Hermann de Stahleck qui était délégué par Conrad. Le fils d’Otto, Otto II, après avoir ouvert le combat avec Hermann, fut fait prisonnier par celui-ci, puis trouva la mort au château de Schönburg. 
Le comte Otto Ier de Salm-Rheineck mourra en 1150 après avoir transféré ses droits sur le château de Treis à Albéron de Montreuil, prince évêque de Trêves. Ce fut avec l’accord de son épouse Gertrude qui tourna le dos à Rheineck pour se retirer sur sa propriété dans le comté de Bentheim.
Plus tard, Albéron de Montreuil utilisa les armes pour s’approprier la totalité du château de Treis, ce qui enflamma chez le roi Conrad III la haine ancienne contre Rheineck. Il ordonna la destruction du château abandonné, puis conquit le château de Cochem qu’il éleva au titre de Reichsburg (château d’empire).
En 1167, l’empereur Frédéric Barberousse donna la ville d’Andernach en cadeau au prince électeur de Cologne, Rainald von Dassel, qui était également chancelier d’empire, ceci en reconnaissance pour l’avoir aidé lors de la bataille de Tusculum en Italie. Andernach se situant à proximité de Rheineck, ce château devenait intéressant pour Rainald, car Andernach et aussi Rhens étaient alors des lieux d'importance stratégiques pour l’électorat de Cologne.
Pour anticiper les revendications de territorialité par le comte palatin de l’époque, Conrad Ier du Palatinat, un demi-frère de l’empereur, Rainald ordonna déjà en 1164, l'occupation de la colline du Rheineck, puis une reconstruction rapide du château.

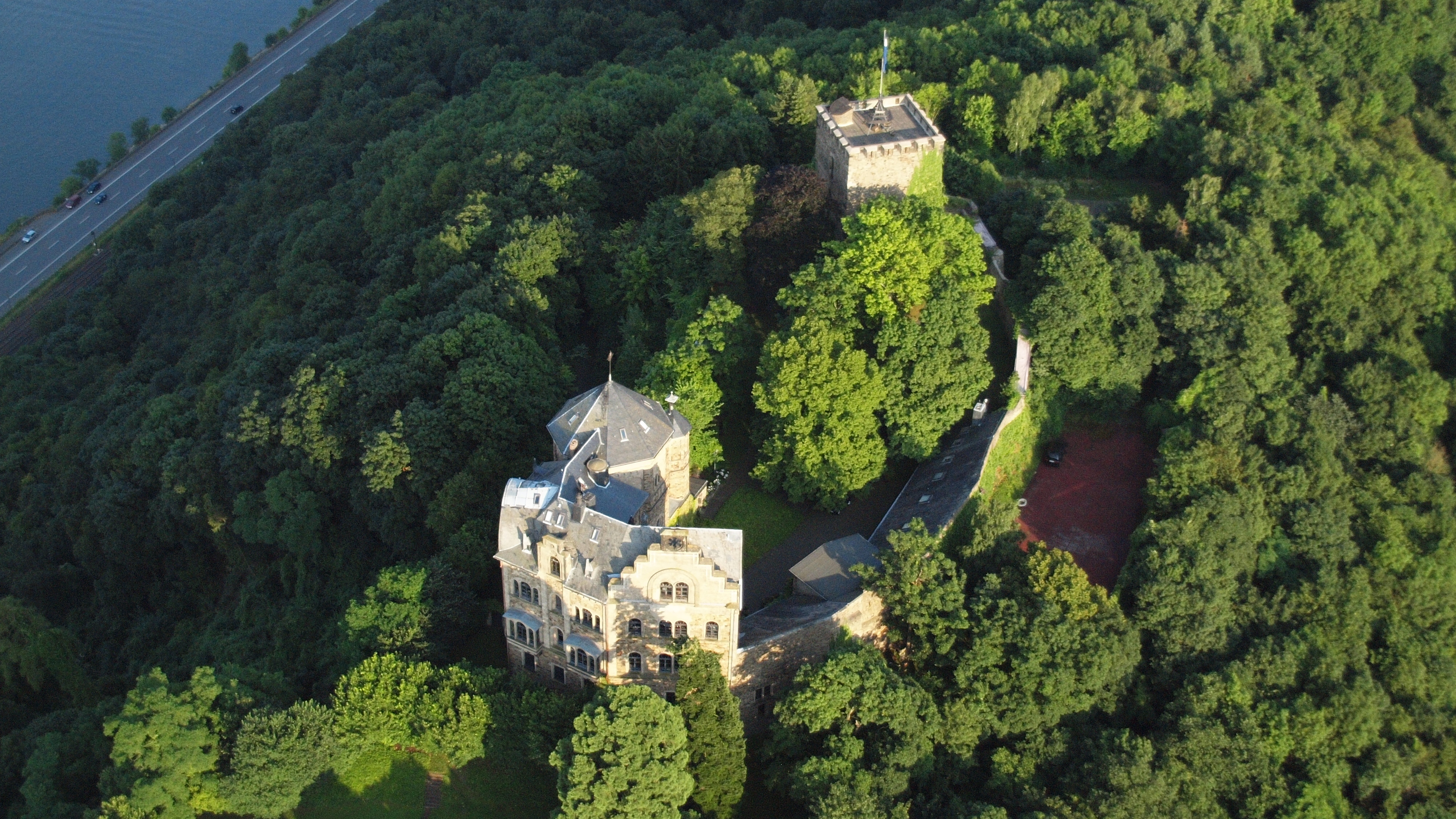
Vue aérienne

Il évita ainsi une guerre, car son suppléant et futur successeur Philippe Ier de Heinsberg agissant sur son ordre, ressembla le nombre impressionnant (pour l’époque) de 125.000 soldats pour faire face aux troupes du comte palatin.  La bataille devait avoir lieu le 18 mai 1164 sur un plan près d’Andernach à quelques kilomètres au sud de Rheineck, mais Conrad renonça finalement. 
Dans la chronique royale de Cologne de l’époque, on peut lire ceci : 
"Pendant cette année, lorsque le comte palatin Conrad, frère de l’empereur, voulait entrer et piller l’évêché de Cologne et voulait occuper la montagne du nom de Rheineck, le prince électeur de Cologne Reinold, qui était en Italie avec l’empereur, envoya des messagers de confiance pour ordonner aux dévoués de Cologne de prendre la montagne auparavant. Lorsque le comte palatin réalisa que l’on l'avait précédé, il déclara la guerre contre Cologne, et la bataille devait avoir lieu le 18 mai sur un plateau près d’Andernach. À la suite de la mobilisation par des prélats de Cologne, se sont assemblés des cavaliers, des fantassins et des bateaux pour soutenir l’armée. Il y avait environ 125.000 guerriers. C'est pourquoi ni le comte palatin, ni aucun autre osa s’approcher lorsque l’on attendait son arrivée durant 12 jours".
Trois semaines après cette bataille évitée, qui n’avait pas lieu, l’empereur Frédéric Barberousse récompensa Rainald von Dassel pour « mérites immenses et innombrables ». Il lui donna la localité de Dairago dans la province de Milan, puis des villas et châteaux, mais également les ossements des Rois Mages depuis la conquise ville de Milan. (Ces reliques se trouvent encore aujourd’hui dans la cathédrale de Cologne).

## Lesburgravesde Rheineck
Pour entretenir et surveiller le château, l’électorat de Cologne avait besoin de gens avec le titre honorifique de « Chevalier » pour leur donner la fonction de burgrave, et pour Rheineck ce titre n’était pas héréditaire, dans un premier temps. Ce n’était pas toujours un choix heureux, car il n’y avaient guerre de servants moins obéissants et moins loyaux que les burgraves de Rheineck. Vers 1180 probablement, le fief allait à la famille des chevaliers de Ulmen, qui allait vite adopter le nom de « von Rheineck ». Le premier burgrave de cette famille ayant obtenu de Cologne le Burgraviat de Rheineck en fief héréditaire vers la fin du 13e siècle, était Johann 1er von Rheineck.

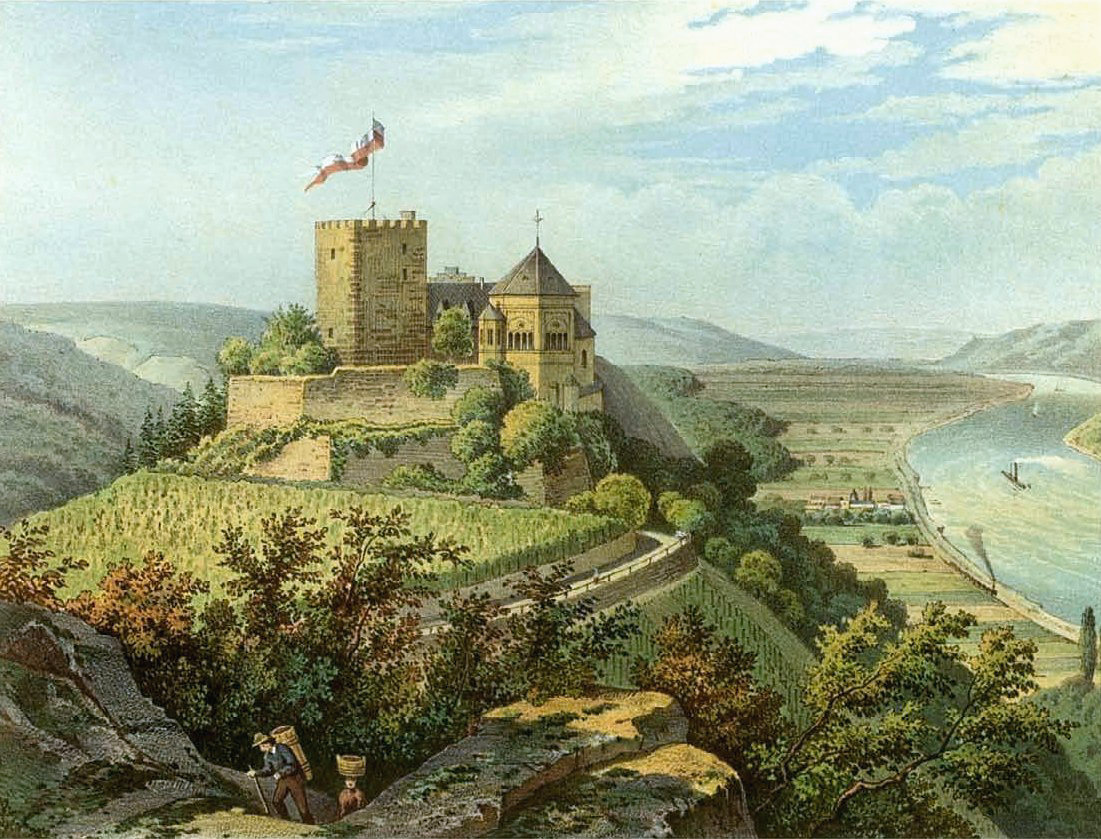
Château de Rheineck au 19e siècle

Voici les comtes/burgraves de Rheineck, dont on a connaissance à partir d’actes écrits :
- Gottfried et Johann I. (1190), il s’agit de père et fils

- Heinrich I. (1200)

- Johann II. (1213–1229)

- Heinrich II. ⚭ Berta (avant 1237), bienfaiteur pour l’abbaye de Maria Laach. Lui-même et son épouse Berta donnèrent de nombreux biens du burgraviat au bénéfice de l’abbaye.

- Johann III. (1237–1245)

- Heinrich III. (1245)

- Theodorich (1263–1278)

- Johann IV. (1285–1304), le baron-bandit de Rheineck. Il participa à côté de l’archevêque de Cologne Siegfried II de Westerburg, à la bataille de Worringen (1288), puis entra en captivité. Lors du conflit avec l’archeveque au sujet du château de Kaiserswerth, il a été à nouveau fait prisonnier (1298). Frustré par l’archevêque Wigbold (successeur de Siegfried), puis appauvri par les payements de rançons, il finissait voleur de grand chemin en pillant les bateaux et charrettes qui passaient près du château. De plus il entretenait des amitiés avec les ennemies du prince électeur, notamment avec le comte Gérard V de Juliers, qui l’engagea pour protéger le château de Nideggen en tant que « Burgmann ». Quand ses agissements devenaient un vrai fléau, les princes électeur de Cologne, de Mayence et de Trèves assiégeaient le château de Rheineck.(1301). Mais lorsque les troupes du rois Albert 1er (empereur du Saint-Empire) arrivèrent pour dégager les assiégeants, ces derniers se retirèrent. Le roi considéra Johann comme loyal envers lui et le château de Rheineck en tant que « Reichsburg » (château d’empire). Après avoi juré une « Urfehde », un serment de trêve envers le prince éveque Wigbold, où il promettait de renoncer à la vengeance à la suite du traitement légitime qu'il avait subi, Johann retrouva son titre de Burgrave pour lui ainsi que pour ses héritiers.

- Johann V. ⚭ 1. Isengard, ⚭ 2. Margaretha (1315–1351)

- Johann VI. (1368–1381), dont la fin était peu glorieuse. Lors d’un camp à Godesberg, à Noel en l’an 1381, il poignarda en querelle le chevalier Rollman de Sinzig, ceci en présence du prince électeur Friedrich. Pour cela ce dernier le faisait décapiter publiquement le lendemain.

- Johann VII. ⚭ Catharina von Daun (1417–1460)

- Diedrich ⚭ Mezza von Isenburg († 1470)

- Jacob I.⚭ Comtesse Johannetta († vers 1500)

- Jacob II. ⚭ 1. Wilhelmine von Einenberg, ⚭ 2. Elisabeth von Crichingen († 1539). À la mort en l’an 1539 de Jacob II de la famille de Rheineck, il n’y avait pas de fils héritier, et donc l’électorat de Cologne sous son prince évêque Salentin de Isenburg récupéra ce fief. Il en suivit une querelle juridique entre l’électorat et les familles de Rheineck avec les seigneurs de Warsberg (Varsberg en français), gagné finalement en 1567 par les Warsberg. Le droit d’héritage se basait sur le mariage de Heinrich de Warsberg avec Metza von Rheineck, fille de Jacob II. Les fils issus de cette union, Samson et Johan de Warsberg, obtenaient le château Rheineck en tant que fief en 1571.
- Johann (Jean) de Warsberg (1534 - 1604)[1]
- Samson de Warsberg (1569 - 1643), Colonel au service du Rois de France, fils de Johann[2],[3],[4].
- Philippe de Warsberg († 1658)[4]. Il vendit le burgraviat de Rheineck pour la somme de 7000 ducats au comte Rudolf von Sinzendorf. Les seigneurs de Warsberg n’attachaient pas trop de valeur au burgraviat de Rheineck, ils préférèrent agrandir leur siège d’alors au château de Saarburg.
- Rudolf von Sinzendorf († 1677). Les comtes de Sinzendorf appartenaient à une ancienne famille noble autrichienne. Ils voulaient par cet achat obtenir le titre de burgrave et ajouter ces armoiries à leur écusson. Ils attachaient beaucoup importance sur le fait que Rheineck ai une voie aux différents conseils de la région. Voici les autres burgraves de Rheineck appartenant à la famille de Sinzendorf :
- Weickard Michael Wencelaus († 1715)
- Prosper Anton († 1756)
- Wenzel Johann Eustach († 1773)
- Prosper (* 1751) était le dernier burgrave de Rheineck. Il devenait plus tard comte et burgrave de Winterrieden. La famille Sinzendorf restait propriétaire du burgraviat de Rheineck jusqu’à l’occupation de la rive gauche du Rhin par les français sous Napoléon.

Par le traité de Lunéville il a été convenu un dédommagement pour le village de Winterrieden (Wurtemberg) ainsi qu’une rente de 1500 florins. 
En l’an 1805 le château de Rheineck était exproprié par l’occupant français en tant que bien féodal, puis mis aux enchères. Nouveau propriétaire devenait alors Wencelaus Schurp, maitre forestier et fils de Johann Adam Schurp, qui était administrateur du château depuis 1749 au service des comtes de Sinzendorf.

## Destructions par la guerre et par le feu
À la fin de l’an 1632 les suédois, depuis leur quartier général d’occupation de Linz, entreprenaient une campagne militaire contre la ville d’Andernach. Sur leur chemin ils prenaient sans combat le château de Rheineck qu’ils pillèrent, sans le détruire.
Pendant la guerre de la succession palatine (1688–1697), le château de Rheineck était occupé par les français. Lorsque ces derniers se retirent, ils le pillent avant de le bruler. Par la suite, les restes des bâtisses étaient détruites par les troupes de Cologne (1692). À part du donjon et de la chapelle, tout était alors en ruine.
La reconstruction, plus modeste, n’a eu lieu qu’on 1718. Un nouvel incendie en 1785 a eu son départ dans un bâtiment annexe avec toit de chaume. Aggravé par le vent de ce jour-là, la totalité du château a brulé en deux heures. La reconstruction de fortune a couté 2000 écus, ne laissant alors place que pour un seul logement, celui de l’administrateur Johann Adam Schurp.

## Reconstruction et temps modernes

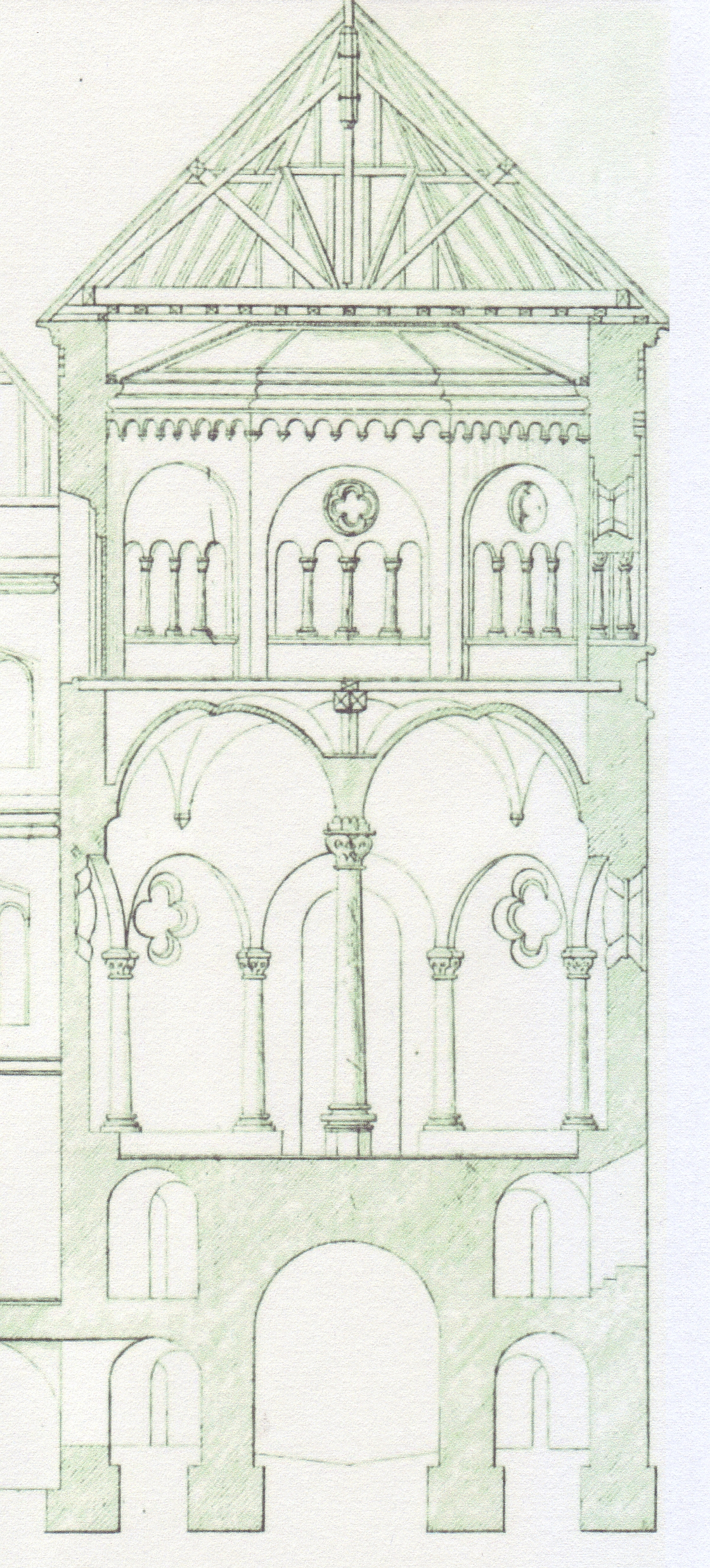
Coupe transversale de la chapelle

Après les différentes destructions antérieures, le château a été vendu en 1832 par la veuve et les héritiers Schurp, pour la somme de 20.000 écus, à Moritz August von Bethmann-Hollweg, qui était professeur à l’université de Bonn et plus tard ministre de la culture au royaume de Prusse.
Le château était alors reconstruit sur les anciennes fondations, entre les années 1832 et 1836. Les restes des murs, très vétustes, ont dû été dégagés pour laisser place à une nouvelle construction. Le maitre d’alors des lieux ne voulait pas refaire un château fort, mais plutôt une bâtisse agréable dans un style romantique pour y loger, adossée à l’ancienne chapelle du portail qu’il voulait initialement conserver. Cette chapelle, par son dessin octogonal, évoqua la cathédrale carolingien d'Aix-la-Chapelle. Après avoir démoli l’ancien bâtiment adjacent à cette chapelle, des fissures apparurent sur cette dernière, et il fallut la reconstruire également. Ce fut fait par Johann Claudius de Lassaulx en respectant l’adroit et la forme de la chapelle originale du XIIe siècle. La chapelle fut alors peinte par Eduard von Steinle pendant les années 1838 à 1840.
Moritz August von Bethmann-Hollweg vécut ses dernières années au château où il mourut en 1877. Un mausolée de la famille a été érigé sur la colline du château. Du Moyen Âge subsistent une partie des murs d’enceinte, l’énorme donjon ainsi que le portail au-dessus de l’entrée.
Après la Seconde Guerre guerre mondiale et pendant les années 1950, le château de Rheineck devint une destination touristique avec téléphérique, visites du château et ascension du donjon. En 1975, Herbert Hillebrand a acheté le château pour sa fille Nathalie. Compte tenu de difficultés financières, le château resta inoccupé de 1993 jusqu’à 1999, où il passa à l’actuel propriétaire, Kai Krause, qui entama de profondes restaurations.

## Le château aujourd'hui
Actuellement (2021), le château de Rheineck n’est pas ouvert au public. On peut l’approcher par la route de la colline jusqu’au portail. Cette route fait partie du chemin de randonnée « Rheinhöhenweg (de) » qui continue par la colline de la Reuterslei vers le village de Brohl-Lützing en passant par les restes d’un château-refuge celte avec restes de remparts. À partir de l’ancienne route d’accès, bifurque un sentier montant vers un cimetière historique juif qui se trouve sur un plateau en dessous du sommet. Le mausolée de la famille Bethmann-Hollweg se trouve à l’intérieur de l’enceinte du château et n’est plus accessible aujourd’hui.